# Església parroquial de Santa Maria de Vilalba
L'Església parroquial de Santa Maria de Vilalba és una obra historicista d'Abrera (Baix Llobregat) inclosa a l'Inventari del Patrimoni Arquitectònic de Catalunya.

## Descripció
Edifici adossat a una altra construcció pel seu costat dret. És de planta rectangular i absis al final de la nau. Està cobert a dues aigües amb teula àrab. La façana principal està arrebossada i pintada de blanc excepte alguns elements com les arcuacions cegues, les bandes i les cantoneres. La porta principal es un arc de mig punt i té una motllura en la seva part superior. Per sobre hi ha una rosassa i en la part superior un campanar d'espadanya d'un sol ull.